# علي زعموم
علي زعموم  هو رجل سياسي جزائري ومجاهد أثناء ثورة التحرير الوطني من منطقة القبائل في الجزائر.

## النشأة
وُلِدَ «المجاهد علي زعموم» بتاريخ 20 أكتوبر 1933م في بوغني ضمن محافظة الجزائر أثناء الاحتلال الفرنسي للجزائر.
وهو منحدر من «قرية إيغيل إيمولا» في جبال جرجرة التي تحدها الوديان الكبيرة وادي يسر غربا ووادي عيسي شرقا.
وكان والده أستاذا في «المدرسة الابتدائية» في بوغني أين التحق «علي زعموم» مع أخيه محمد زعموم للدراسة.

## الحركة الوطنية
بعد أن غادر «علي زعموم» المدرسة في سن 11 عاما، عاد إلى قرية أجداده في إيغيل إيمولا أين احتك مع الشباب المناضلين في الحركة الوطنية الجزائريةثم صار أخوه محمد زعموم في بداية عام 1950م أمينا في المركز البلدي في تيزي نثلاثة.
وقد تم اعتقال أخيه محمد زعموم خلال عام 1953م من طرف الاحتلال الفرنسي للجزائر بسبب تزويده لحزب الشعب الجزائري بعتاد تابع للإدارة الاستيطانية الفرنسية.
وبعد قضائه عاما من السجن، تم إطلاق سراح محمد زعموم أثناء مرحلة التحضير لثورة التحرير الجزائري.

## بيان أول نوفمبر 1954م
ولما اقترب موعد تفجير ثورة التحرير الجزائرية انتدبت «لجنة الستة» كلا من محمد بوضياف ومراد ديدوش لوضع الصياغة النهائية لبيان إعلان الثورة، بعد وضع خطوطه العريضة في اجتماع 10 أكتوبر 1954م الذي انعقد بالمرادية في أعالي مدينة الجزائر.
وقد اجتمع الاثنان بالصحفي المناضل «محمد العيشاوي » في محل المناضل الخياط عيسى كشيدة بممر «مالكوف» في القصبة السفلى، وأمليا عليه ما تم الاتفاق حوله في «لجنة الستة» مستعينين في ذلك بمرجعية سياسية وإيديولوجية محددة هي لوائح «المؤتمر الثاني لحركة انتصار الحريات الديمقراطية» المنعقد بمدينة الجزائر في أفريل 1953م.
وبعد الانتهاء من صياغة بيان أول نوفمبر 1954م ومراجعته انتدب العيشاوي لمواصلة المهمة من طرف كريم بلقاسصم، برقنه وسحبه بقرية إيغيل إيمولا في ولاية تيزي وزو، تحت إشراف «علي زعموم» ومسؤول المنطقة الرابعة رابح بيطاط.
الصحفي «الشهيد محمد العيشاوي » هو محرر بيان أول نوفمبر 1954م في قصبة الجزائر.
ومن المعروف أن بيان أول نوفمبر 1954م رسم خطوطه العريضة الفقيد محمد بوضياف والشهيد مراد ديدوش باسم لجنة الستة ضمن اللجنة الثورية للوحدة والعمل، لكن هناك من حرّر الصياغة النهائية قبل رقنه وتصحيحه وسحبه وهو «الصحفي الشهيد محمد العيشاوي ».

## شخصيات
- محند أكلي بن شعبان

## مواضيع ذات صلة
- قائمة أعلام الجزائريين
- محمد العيشاوي
- سيدي عبد الرحمن الثعالبي
- سيدي إبراهيم السلامي
- سيدي أمحمد بن عبد الرحمان بوقبرين